# Armour (Dakota del Sud)
Armour és una població dels Estats Units a l'estat de Dakota del Sud. Segons el cens del 2000 tenia 782 habitants.

## Demografia
Segons el cens del 2000, Armour tenia 782 habitants, 342 habitatges, i 215 famílies. La densitat de població era de 321,2 habitants per km².
Dels 342 habitatges en un 26,3% hi vivien nens de menys de 18 anys, en un 56,4% hi vivien parelles casades, en un 5% dones solteres, i en un 37,1% no eren unitats familiars. En el 35,7% dels habitatges hi vivien persones soles el 21,3% de les quals corresponia a persones de 65 anys o més que vivien soles. El nombre mitjà de persones vivint en cada habitatge era de 2,16 i el nombre mitjà de persones que vivien en cada família era de 2,79.
Per edats la població es repartia de la següent manera: un 22% tenia menys de 18 anys, un 3,6% entre 18 i 24, un 21,4% entre 25 i 44, un 22,4% de 45 a 60 i un 30,7% 65 anys o més.
L'edat mediana era de 48 anys. Per cada 100 dones de 18 o més anys hi havia 79,4 homes.
La renda mediana per habitatge era de 28.438 $ i la renda mediana per família de 41.797 $. Els homes tenien una renda mediana de 27.500 $ mentre que les dones 18.897 $. La renda per capita de la població era de 15.829 $. Entorn del 8,8% de les famílies i el 12,6% de la població estaven per davall del llindar de pobresa.

## Poblacions més properes
El següent diagrama mostra les poblacions més properes.